# 考那斯鐵路隧道
考那斯鐵路隧道是立陶宛現有的兩條鐵路隧道之一，也是唯一在波羅的海國家運營的鐵路隧道。旅客列車在維爾紐斯和考那斯之間運營時會通過。隧道的長度為1,285米，高度為 6.6 米，寬度為 8.8 米。考納斯鐵路隧道於1996年被列入立陶宛共和國不可移動文化遺產名錄。